# Siete Días con el Pueblo
El Primer Encuentro Internacional de la Nueva Canción Siete Días con el Pueblo fue un festival político-musical que se llevó a cabo en la República Dominicana del 25 de noviembre al 1 de diciembre de 1974, convocado por la Central General de Trabajadores (CGT) de ese país.
Durante este festival se realizaron cinco conciertos masivos en Santo Domingo, uno en Santiago de los Caballeros y otro en San Pedro de Macorís. En el Estadio Olímpico de Santo Domingo se efectuaron los conciertos de apertura y cierre. En el Palacio de los Deportes de Santo Domingo se realizaron otros dos conciertos y un quinto concierto en el parque Eugenio María de Hostos. El concierto de Santiago de los Caballeros se llevó a cabo en el Estadio Cibao y el de San Pedro de Macorís se efectuó el Estadio Tetelo Vargas.
En estos conciertos se contó con la participación de los argentinos Mercedes Sosa y Bernardo Palombo, los boricuas Danny Rivera, Antonio Cabán Vale (El Topo), Lucecita Benítez y Estrella Artau, los cubanos Silvio Rodríguez y Noel Nicola, los españoles Víctor Manuel, Ana Belén y Francesc Pi de la Serra, el grupo venezonalo Los Guaraguao, el mexicano Guadalupe Trigo y el uruguayo Roberto Darwin.
También se destacó la participación de los grupos locales como el Combo Show de Johnny Ventura, Los Virtuosos de Cuco Valoy, Expresión Joven, el grupo Nueva Forma, Convite, Presencia Generación y Alta Voz.

## Orígenes
La idea inicial provino de Enrique de León, entonces dirigente de la CGT, quien acababa de presenciar en París el concierto "Un día para el pueblo", por lo que se le ocurrió proponer la celebración de uno similar en Santo Domingo con la finalidad de financiar los trabajos de la central.
Luego de convencer de la viabilidad del proyecto a sus compañeros de la CGT Francisco Antonio Santos, Nélsida Marmolejos, Julio de Peña Valdez y Ramón Paulino, esta central sindical le llevó una idea más acabada a otras personas como Cholo Brenes, empresario artístico, manejador de Expresión Joven, quien asumió la dirección artística del evento junto Expresión Joven, Nueva Forma y Convite.
En ese comité organizador, que se reunía todas las tardes en el local de la Central General de los Trabajadores, en Villa Juana, un populoso barrio de la zona norte de la ciudad de Santo Domingo, las posiciones ante el evento no siempre eran homogéneas, Sin embargo, la razón de la cohesión era la movilización popular y la presencia en las calles de un arte diferente como propuest
Se recuerda que Víctor Víctor insistía en que el símbolo del encuentro contuviera un machete y otros elementos, pero que gracias a la receptividad y armonía que reinaba fue persuadido y se aceptó la propuesta de Enrique de León para que el símbolo fuera una cayena. Esta flor que sirvió de imagen en toda la promoción del evento.
El primer artista internacional que Brenes contactó fue a Danny Rivera, quien se encontraba precisamente en la República Dominicana. Al planteársele la idea este respondió positivamente de inmediato. En la conversación comenzó a sugerir otros nombres y posibles contactos.
Rápidamente se convirtieron en aliados extraordinarios para la materialización del evento Freddy Ginebra y Ana María Acevedo, de Casa de Teatro; Arístides Febles y Tácito Perdomo, de Serigrafía Dominicana, y Amalia Ramírez Baez, administradora de la agencia de viajes que financiaría todos los pasajes de los artistas internacionales.
Otros enamorados del proyecto fueron Orlando Martínez, Sonia Silvestre, Dagoberto Tejada, Víctor Víctor, Claudio Cohén, Tommy García, Ramón Leonardo, Manuel de Jesús, Chico González, Luis Días, Cuco Valoy, Johnny Ventura, Horacio Lamadrid, Anita Ontiveros, José Enrique Trinidad, Elsa Expósito, Wilfredo Alemany, René Alfonso, José Guillermo Sued, Huchi Lora, Juan Bolívar Díaz, Aníbal de Castro, Carlos Francisco Elìas, Hugo Tolentino Marianne Tolentino, Joaquín Basanta, Félix Servio y Juan Ducoudray, Rafael Calventi, Ramón Oviedo, Rafael Herrera, Pedro Mir, así como jóvenes del grupo de experimentación sonora Presencia Generación y Alta Voz, representados por Onofre De la Rosa, José A. Botello y Radhamés Reyes Vásquez.

## La nueva trova cubana y la nueva canción dominicana
El movimiento dominicano de la nueva canción nacería a inicios de la década del 70 con los grupos dominicanos Nueva Forma, Expresión Joven y Convite. Estos grupos que presentaban en escenarios públicos los temas sociales de la llamada Nueva Canción, surgieron con la influencia directa de la Nueva Trova Cubana.
Del 24 de julio al 8 de agosto de 1967 se celebró en la Habana el I Encuentro Internacional de la Canción Protesta convocado por la Casa de las Américas. En este evento participaron los Olimareños y Daniel Viglietti de Uruguay, Roy Brown y Noel Hernández de Puerto Rico; Noel Nicola, Pablo Milanés, y Silvio Rodríguez de Cuba. El encuentro posibilitó la reunión de creadores de dieciséis países de cuatro continentes, en un momento de convulsión política en el ámbito internacional, marcado por la guerra de Vietnam y la agudización de la represión debido al establecimiento de dictaduras en América Latina.

## La gesta de Caamaño
En febrero de 1973, en la República Dominicana se produjo un movimiento foquista, cuyo líder fue Francisco Alberto Caamaño Deñó, quien se inmoló en las montañas de San José de Ocoa.
El grupo guerrillero se había denominado Los Palmeros o Comandos de la Resistencia y en Santo Domingo, estuvo dirigido por Amaury Germán Aristy.
Estos hechos de lucha contra la opresión del régimen de Balaguer sirvieron de abono para que el movimiento de canción floreciera. De hecho, los grupos dominicanos cantaron con hondo sentimiento a la gesta de Francisco Alberto Caamaño.

## Canto y represión
Los niveles de represión en la República Dominicana era fuertes y las persecuciones de corte político estaban a la orden del día. En América del Sur había un clima de insurrección urbana que luego dio paso a las dictaduras militares que originaron esos grandes éxodos de la década del 70 en países como Argentina, Uruguay, Chile y Brasil.
Esas circunstancias hicieron posible que muchos cantantes y artistas desarrollarán la nueva canción o canción protesta, como se conocía dicho fenómeno artístico y social.
Sin embargo, el entonces presidente de la República Dominicana, el Dr. Joaquín Balaguer, manifestó su apoyo al evento y concedió facilidades extraordinarias para su celebración, demostrando que el canto, sin importar su contenido, nunca sería reprimido en el país. 

## Luces y sombras al final de los 7 días
Los 7 Días con el Pueblo reflejaron la cristalización de un encuentro internacional que indudablemente fue importante como evento. No obstante, al aplicar los organizadores un concepto populista y maximalista perdieron el control de las masas al final del concierto de despedida en el Estadio Olímpico de la República Dominicana.
La plana mayor de los militares represivos de Balaguer, casi todos con antecedentes Trujillistas y con la memoria del pueblo desbordado tras la muerte del Dictador Trujillo, miraban con pánico aquel desborde popular que pudo haber terminado en masacre y agresión contra el pueblo y los artistas.
En cierta manera, los 7 Días con el Pueblo fueron una válvula de escape el régimen tiránico de Balaguer a quien el evento le mostró la magnitud del rechazo popular a su gobierno y sus políticas.

## Adiós a Orlando
Orlando Martínez fue una figura clave para negociar ante el régimen la entrada de Silvio Rodríguez y Noel Nicola al país con motivo del evento. Periodista brillante, en sus artículos en la columna diaria en el periódico vespertino el Nacional ("Microscopio"), daría cuenta de sus experiencias entusiastas en los 7 Días con el Pueblo.
El 17 de marzo de 1975, a las 7:30 PM, ese mismo sector militar que había entrado en pánico en el Estadio Olímpico, tres meses después asesinaría a este valiente intelectual, brillante analista, ser de grandes aperturas y gran visionario de las mejores causas de la humanidad.
El asesinato de Orlando Martínez dio gran notoriedad mediática a los 7 Días con el Pueblo, porque fue muy famosa una foto del escritor con Ana Belén y Víctor Manuel, con quienes había hecho una gran amistad en el aquella actividad cultural tan importante, que marcaría su vida y la del país.
En medio de aquel duelo, hubo un vínculo sentimental fuerte con la memoria de los 7 Días con el Pueblo

## Nueva Forma
Nueva Forma fue un grupo de experimentación músico visual fundado por: Carlos Francisco Elías, Juan Tomas García (Tommy), Soledad Álvarez, Amalia Martínez, José Thomas, Orlando Herrera, Otto Fernández Reyes y Miguel Cohn.
- Los Músicos y cantantes de Nueva Forma fueron: Sonia Silvestre ( voz ); Claudio Cohen (guitarra y voz ) Víctor Víctor (guitarra y voz); Frank Canelo (Guitarra y voz); Luis Tomàs Oviedo (guitarra y voz ) Ismael Guantes,(percusión); Víctor Cruz (Flauta); Renè Merette ( flauta )
- Los escritores de Texto: Soledad Álvarez, Otto Fernández Reyes y Joaquín Basanta.
- La voz narradora: Orlando Herrera Peguero.
- Los compositores de canciones: Luis Tomás Oviedo, Miguel Cohn, Víctor Víctor, Soledad Álvarez, Claudio Cohen, José Thomas y Carlos Francisco Elìas.
- Equipo Audio Visual: Juan Tomás García (Tommy), José Thomas, fotógrafo.
- Montaje de diapositivas y sonorización: Carlos Francisco Elías y Juan Tomás García

Nueva Forma fue un agrupamiento de personas muy diversas en su pensar y accionar. El grupo tenía cantantes, músicos y una sección audio-visual, para ilustrar textos y canciones producida por el grupo. Fue una factoría creadora cuya visión de la política y la estética tenía como fin evitar desarrollar el panfleto político como expresión única del arte. Ello explica bastante, en consecuencia, la diferencia de Nueva Forma y su visiones sobre el proyecto de la entonces nueva Canción con respecto, por ejemplo, al Grupo Expresión Joven, patrocinador artístico de los 7 días con el pueblo.
El 24 de abril de 1974, Nueva Forma realizó su primer concierto en el Alma Mater de la Universidad Autónoma de Santo Domingo, bajo el título de «Canciones para una isla nueva».
Su segundo concierto fue en junio de 1974, titulado «Junio es primavera», dedicado a los héroes del 14 de junio. En septiembre del mismo año Nueva Forma, con motivo del primer aniversario del golpe de estado a Salvador Allende del 11 de septiembre de 1973 presentó su montaje audio-visual: «Neruda raíz y geografía», dedicado a Chile, Salvador Allende y Pablo Neruda, con texto de Joaquín Basanta. Ambos conciertos tuvieron como escenario al antiguo Conservatorio de música de Santo Domingo.
En ese mismo año en el Palacio de Bellas Artes se presentó «Bach entre nosotros», auspiciado por Nueva Forma y con la contribución del intelectual Manuel Rueda, brillante pianista quien ejecutó un concierto para Piano y Orquesta de Juan Sebastián Bach. Este concierto fue ilustrado con imágenes, según el estilo de los montajes habituales de Nueva Forma.
Todas estas actividades fueron de carácter masivo y contribuyeron a crear una dimensión artística profunda del mensaje de la historia política.
Luego de su participación en los 7 Días con el Pueblo, Nueva Forma prácticamente se desintegró, al no poder mantener una cohesión interna que le permitiera sobrevivir y además porque en el grupo había profesionales del canto que, como Sonia Silvestre, Víctor Víctor y Claudio Cohen, querían seguir con sus respectivas carreras.
La posición de Nueva Forma sobre el resultado final de los 7 Días con el Pueblo, su financiamiento y el destino final de sus ganancias, fue planteado en un documento público que luego Félix Servio Ducoudray publicara en la Revista Ahora, en los tiempos cuando Orlando Martínez, era su director Ejecutivo.
Nueva Forma tuvo detractores, porque su estilo difería de los conceptos de dogma y unidemensionalidad de las ideas, en un momento que en la República Dominicana había grandes contradicciones políticas sobre los métodos de lucha contra la seudodemocracia de Joaquín Balaguer Ricardo.
De todos modos, el grupo escapó a los vituperios mostrando que era posible hacer un arte de contenido ideológico sin tener que recurrir al panfleto sórdido, propio del arte de emergencia.
La memoria de aquel tiempo, recoge que Nueva Forma contó con la ayuda y solidaridad de la Dra Milagros Ortiz y Joaquín Basanta, junto su hijo Juan Basanta Ortiz; en el hogar de aquella pareja hacían sus reuniones y ensayos.

## Balance y repercusión de los 7 días
Se podría decir mirando el pasado que los 7 días con el pueblo, dieron una idea clara de lo que sucedería luego 4 años más tarde: el derrocamiento electoral de Balaguer en 1978. Algunos analistas afirman que ya en 1977, el régimen de Balaguer en cuanto su dureza, no era lo mismo que en 1974, cuando fue celebrado 7 Días con el Pueblo.
Los 7 Días con el Pueblo habían mostrado a la oposición política moderada que era posible convocar esa misma fuerza a las urnas 4 años después e impedir una nueva reelección de Balaguer y su maquinaria de fraudes electorales.
No fue fácil hacer aquella transición de 12 años de crímenes y régimen absoluto hacia un intento de experiencia democrática como fue el gobierno de Don Antonio Guzmán Fernández. Guzmán tuvo el mérito de haber enfrentado la cúpula militar del viejo régimen de Balaguer Ricardo.
Pero los 7 Días con el Pueblo también mostraron todas las contradicciones existentes entre las propias izquierdas dominicanas, su descontrol administrativo, su caos organizativo y los públicos conflictos ante los serios problemas financieros de un evento, del que luego se dijo que "había dejado pérdidas", afirmación que despertó grandes suspicacias.
Lo que al final trasciende, es lo positivo de una acción social y política y los 7 Días con el Pueblo, fuera de todo pronóstico, ejercieron de catalizador bien hechor, en un tramo importante de la historia contemporánea de la República Dominicana.

## La CIA y los 7 días
En el año 2007, el locutor y empresario radial Joaquín Jiménez Maxwell lanzó su libro Memorias del fracaso de un triunfador, en donde asevera que la Agencia Central de Inteligencia (CIA, por sus siglas en inglés) financió el evento, pagando los boletos de avión a los artistas internacionales a través del desaparecido Banco de Boston. No obstante, el veterano locutor no presentó en su libro las pruebas para confirmar que los 7 Días con el Pueblo estuvieron financiados por la CIA.
Por otro lado en el libro "La Cia y la Guerra Fría Cultural", Frances Stonor Saunders, editado en Lòndres y Madrid en 2001, no se hace referencia alguna al rol CIA en el evento de los 7 Días con el pueblo, siendo el libro una fuente confiable sobre el tema.
- Datos: Q6128079